# Riera de Santa Maria (Segarra)
|  | Aquest article tracta sobre el curs fluvial del municipi de Torà. Vegeu-ne altres significats a «Riera de Santa Maria (desambiguació)». |

La Riera de Santa Maria és un torrent afluent per l'esquerra del Barranc dels Quadros.

## Termes municipals que travessa
La Riera de Santa Maria transcorre íntegrament pel terme municipal de Torà (Segarra)

## Xarxa hidrogràfica
La xarxa hidrogràfica de la Riera de Santa Maria està constituïda per 3 cursos fluvials la longitud total dels quals suma 3.169 m.

### Distribució municipal
El conjunt de la xarxa hidrogràfica transcorre íntegrament pel terme municipal de Torà.